# Krystyna Błaszyk
Krystyna Błaszyk z domu Szczepaniak (ur. 10 lipca 1925 w Sasinowie, zm. 1 września 2010 w Śremie) – polska działaczka ruchu ludowego, posłanka na Sejm PRL V i VI kadencji.

## Życiorys
Córka Aleksandra i Józefy. Uzyskała wykształcenie podstawowe. Należała do Związku Młodzieży Wiejskiej RP „Wici”. Była przewodniczącą Powiatowej Rady Kół Gospodyń Wiejskich w Śremie, a także sekretarzem KGW w Czmoniu. Zasiadała w Radzie Nadzorczej Gminnej Spółdzielni w Kórniku. W 1969 i 1972 uzyskiwała mandat posła na Sejm PRL w okręgu Leszno. W trakcie V kadencji zasiadała w Komisji Zdrowia i Kultury Fizycznej, a w trakcie VI w Komisji Rolnictwa i Przemysłu Spożywczego.